# Oculipetilus brunneorufus
Oculipetilus brunneorufus là một loài bọ cánh cứng trong họ Cerambycidae.